# Joanna Czaplińska
Joanna Iwona Czaplińska (ur. 1961) – polska filolog, bohemistka, specjalizująca się w literaturoznawstwie czeskim i filologii słowiańskiej; nauczycielka akademicka związana z uczelniami w Szczecinie i Opolu.

## Życiorys
Urodziła się w 1961 roku. W latach 1977–1979 mieszkała w Pradze, gdzie uczęszczała do szkoły podstawowej i średniej (Gymnázium Wilhelma Piecka), po powrocie do Polski i pomyślnie zdanym egzaminie maturalny podjęła studia filologiczne na Uniwersytecie Śląskim w Katowicach, gdzie uzyskała tytuł zawodowy magistra. Tam też kontynuowała dalsze kształcenie uzyskując w 1998 roku stopień naukowy doktora nauk humanistycznych w zakresie literaturoznawstwa na podstawie pracy pt. Dystopia na tle czeskiej fantastyki naukowej lat 70 i 80 naszego wieku, której promotorem był prof. Józef Zarek. W 2007 roku Rada Wydziału Filologicznego Uniwersytetu Jagiellońskiego w Krakowie nadała jej stopień naukowy doktora habilitowanego nauk humanistycznych w zakresie literaturoznawstw o specjalności filologia słowiańska.
Nim zdecydowała się w pełni poświęcić się pracy naukowej, zajmowała się dziennikarstwem prasowym i telewizyjnym, przez wiele lat była komentatorką Czeskiej Sekcji Radia BBC, a także tłumaczka literatury czeskiej, zwłaszcza fantastyki naukowej. W latach 1990–2007 pracowała jako adiunkt w Instytucie Filologii Słowiańskiej Uniwersytetu Szczecińskiego, od 2001 roku szefując tam Zakładowi Literatury Rosyjskiej, Ukraińskiej i Komparatystyki. W październiku 2007 roku przeniosła się do Opola, gdzie została zatrudniona w Zakładzie Slawistyki Zachodniej i Południowej (do 2014 roku Katedra Slawistyki) Uniwersytetu Opolskiego. W październiku 2008 roku objęła funkcję kierownika tej jednostki, będąc profesorem nadzwyczajnym. W 2016 roku została wybrana na urząd dziekana Wydziału Filologicznego Uniwersytetu Opolskiego na kadencję 2016–2020.

## Dorobek naukowy
Zainteresowania naukowe Joanny Czaplińskiej oscylują wokół zagadnień związanych z literaturą czeska drugiej połowy XX wieku i najnowszą, literaturą emigracyjną oraz zjawiskiem emigracji w szerokim aspekcie, najnowszymi kierunkami rozwoju prozy europejskiej, kulturą popularną. Jest autorką trzech monografii: Dziedzictwo robota. Współczesna czeska fantastyka naukowa, Tożsamość banity. Problematyka autoidentyfikacji w młodej czeskiej prozie emigracyjnej po 1968 roku, która stanowiła jednocześnie podstawę jej kolokwium habilitacyjnego, oraz Přidaná hodnota exilu. Úvahy o české exilové literatuře po roce 1968, a także szeregu artykułów naukowych publikowanych w periodykach polskich i czeskich oraz tomach zbiorowych. 
W latach 2002–2005 była kierownikiem grantu badawczego Komitetu Badań Naukowych pt. "Czeskie prozatorskie debiuty emigracyjne po 1968 roku". W latach 2008–2012 była koordynatorką uczelnianego projektu "Polsko-czeskie partnerstwo kulturowo-dydaktyczne", realizowanego wraz z Uniwersytetem Palackiego w Ołomuńcu w ramach Programu Operacyjnego Współpracy Transgranicznej Republika Czeska-Rzeczpospolita Polska, oraz grantu Funduszu Wyszehradzkiego na uruchomienie nowego przedmiotu – Literatury emigracyjne państw Grupy Wyszehradzkiej i innych narodów słowiańskich. Jest członkinią Komitetu Redakcyjnego czasopisma "Česká literatura" oraz Komitetu naukowego czasopisma "Tahy". Redaktor naukowy czasopisma "Studia Slavica" (wspólnie z Janą Raclavską), wydawanego przez Wydział Filologiczny UO i Wydział Filozoficzny Uniwersytetu Ostrawskiego w Ostrawie. Była recenzentką rozpraw doktorskich i habilitacyjnych, powstałych na uczelniach polskich oraz czeskich.